# Frank Shannon
Frank Connolly Shannon (* 27. Juli 1874 in Irland; † 1. Februar 1959 in Hollywood, Kalifornien) war ein US-amerikanischer Schauspieler.

## Leben
Von 1909 bis 1934 trat der gebürtige Ire Shannon regelmäßig am Broadway auf, unter anderem in den Stücken Anna Christie, Elmer Gentry und Young Sinners. Sein Filmdebüt gab Shannon 1912, doch nennenswerte Aufmerksamkeit erregte er erst 1924 in Monsieur Beaucair an der Seite von Rudolph Valentino und Bebe Daniels. Seine heute wohl bekannteste Rolle spielte er 1936 als Wissenschaftler Dr. Alexis Zarkov in der mehrteiligen Science-Fiction-Serie Flash Gordon. Shannon wiederholte die Darstellung des Dr. Zarkov in den Fortsetzungen Flash Gordon’s Trip to Mars (1938) und Flash Gordon Conquers the Universe (1940). Ende der 1940er-Jahre zog er sich ins Privatleben zurück. Sein filmisches Schaffen umfasst mehr als 70 Filmproduktionen, wobei er sich teils auch mit kleineren Nebenrollen begnügen musste.
Nach seinem Tod 1959 wurde er auf dem Holy Cross Cemetery in Culver City bestattet.

## Filmografie (Auswahl)
- 1913: Der Gefangene von Zenda  (The Prisoner of Zenda)
- 1924: Monsieur Beaucaire
- 1932: Rasputin: Der Dämon Rußlands (Rasputin and the Empress)
- 1935: Der FBI-Agent (‘G’ Men)
- 1935: Männer ohne Namen (Men Without Names)
- 1936: Der Gefangene der Haifischinsel (The Prisoner of Shark Island)
- 1936: Flash Gordon
- 1936: Ein rastloses Leben (Anthony Adverse)
- 1937: High, Wide, and Handsome
- 1937: Mannequin
- 1938: Flash Gordon’s Trip to Mars
- 1938: Lebenskünstler (You Can’t Take It with You)
- 1940: Flash Gordon Conquers the Universe
- 1940: Rache für Jesse James (The Return of Frank James)
- 1940: Treck nach Utah (Brigham Young)
- 1941: Gefährliche Liebe (Rage in Heaven)
- 1942: Piraten im karibischen Meer (Reap the Wild Wind)
- 1942: 10 Leutnants von West-Point (Ten Gentlemen from West Point)
- 1944: The Desert Hawk
- 1949: A Dangerous Profession